# تل قلعه حکوان
تل قلعه حکوان مربوط به اوایل دوران‌های تاریخی پس از اسلام است و در شهرستان شیراز، بخش کوار، دهستان فرمشکان، جنوب شرقی روستای حکوان واقع شده و این اثر در تاریخ ۳۰ بهمن ۱۳۸۶ با شمارهٔ ثبت ۲۰۹۷۵ به‌عنوان یکی از آثار ملی ایران به ثبت رسیده است.